# Männer sind Schweine (Film)
Männer sind Schweine (Originaltitel My Best Friend’s Girl) ist eine US-amerikanische Filmkomödie aus dem Jahr 2008. Regie führte Howard Deutch, das Drehbuch schrieb Jordan Cahan.

## Handlung
Sherman 'Tank' Turner sieht gut aus, ist völlig skrupellos und hat Schlag bei den Frauen. Deshalb wird er von Männern angeheuert, die von ihren Freundinnen verlassen wurden. Bei einem Rendezvous mit diesen Frauen führt er sich allerdings derart rüpelhaft auf, dass diese meist in die Arme ihres Ex zurück flüchten.
Auch als Tanks Mitbewohner und entfernter Verwandter Dustin bei seiner großen Liebe Alexis nicht weiter kommt, will Tank ihm helfen. Dustin will den Womanizer aber vorerst nicht in der Nähe seiner Angebeteten sehen. Erst als diese mit einem Kollegen flirtet, bittet er Tank, in Aktion zu treten. Das Date mit Alexis verläuft allerdings anders als Tanks übliche Aufträge. Im Gegensatz zu anderen Frauen lässt sich Alexis nämlich nicht durch Tanks Verhalten verunsichern, sondern kann sogar mithalten.
Tank, der durch den Abend sichtlich aufgewühlt ist, ist erstaunt, als ihm sein bester Freund Dustin dennoch dankt. Alexis habe sich gemeldet und sich mit ihm verabredet. Bei dieser Verabredung stellt sich jedoch nur heraus, dass Alexis derzeit in keiner festen Beziehung mit Dustin sein möchte. Dustin ist verzweifelt und möchte, dass Tank erneut für ihn mit Alexis ausgeht. Daraufhin stellt er den Kontakt zwischen Alexis und Tank wieder her, indem er ihr unter seinem Namen Rosen schickt.
Daraufhin beginnen Alexis und Tank eine Affäre. Tank verliebt sich in Alexis. Er führt sie zu einem Date aus, um ihr zu zeigen, dass er es ernst mit ihr meint.
Dennoch plagen Tank Schuldgefühle seinem Kumpel Dustin gegenüber, die ihm sein Vater, der an einer Universität lehrt und gerne mit Studentinnen ausgeht, jedoch ausredet. Dieser vertritt die Ansicht, dass Schuld nur ein weiterer Grund sei, sich sexuell nicht ausleben zu können.
Auf der Hochzeit von Alexis Schwester belauscht Tank ein Gespräch zwischen ihr und Alexis, in welchem Alexis andeutet, dass sie Gefühle für Tank entwickelt. In diesem Moment wird Tank klar, dass er Alexis nicht weiter belügen kann, da er sie auch liebt. Auf der Hochzeit verhält er sich daher so rüpelhaft, dass er am Ende der Feier verwiesen wird. Auch Dustin hat während der Feier einen Auftritt, der dazu führt, dass Tank und sein skrupelloses Geschäft mit der Liebe auffliegt.
Da Dustin erkennt, dass Tank Alexis wirklich liebt, gibt es den beiden seinen Segen, worauf Tank sich bemüht, sich nach der misslungenen Feier bei Alexis zu entschuldigen. Einige Zeit später sind die beiden zusammen.
Auch Dustin findet letztendlich sein Glück mit der attraktiven Ami.

## Synchronisation
Dialogbuch und Dialogregie wurden von Jan Odle geführt und geschrieben.
| Darsteller     | Rolle            | Deutscher Sprecher   |
| -------------- | ---------------- | -------------------- |
| Dane Cook      | Tank             | Tobias Kluckert      |
| Kate Hudson    | Alexis           | Stephanie Kellner    |
| Alec Baldwin   | Professor Turner | Klaus-Dieter Klebsch |
| Jason Biggs    | Dustin           | Kim Hasper           |
| Lizzy Caplan   | Ami              | Maren Rainer         |
| Mini Anden     | Lizzy            | Ilena Gwisdalla      |
| Nate Torrence  | Craig            | Manuel Straube       |
| Sally Pressman | Courtney         | Claudia Jacobacci    |

## Kritiken
Michael Ordoña schrieb in der Los Angeles Times vom 22. September 2008, der Film sei nicht nur unoriginell, sondern auch sexistisch und biete „schmerzhaft wenige Lacher“. Unvergesslich sei vor allem, dass der Film „einfach nicht witzig“ sei.

“There’s a cheap thrill in watching Hudson defuse Cook’s pig antics with some foulness of her own. I don’t know, for instance, how far it advances the cause of women at the movies to enjoy watching Hudson shout along to one of 2 Live Crew’s skank odes.”

„Es liegt ein billiger Nervenkitzel darin, Hudson dabei zu beobachten, wie sie Cooks schweinische Possen mit einer ihr selbst wiederum eigenen Schmutzigkeit entschärft. Es bleibt beispielsweise unklar, wie weit es die Sache der Frauen befördert, im Kino Spaß daran zu haben, Hudson dabei zu beobachten, wie sie eines von 2 Live Crews Schlampenliedern mitgrölt.“

## Hintergründe
Der Regisseur ermutigte die Darsteller während der Dreharbeiten zu zahlreichen Improvisationen. Der Film wurde in Boston und in verschiedenen anderen Orten von Massachusetts gedreht. Seine Produktionskosten betrugen schätzungsweise 45 Millionen US-Dollar. Der Film startete in den griechischen und in den russischen Kinos am 18. September 2008. Der Kinostart in den USA folgte am 19. September 2008.
In einer Szene sieht sich Tank das Ende von Ghost – Nachricht von Sam an und weint.

## Nominierungen und Auszeichnungen
Kate Hudson erhielt eine Nominierung für den Negativpreis Goldene Himbeere 2009 als Schlechteste Schauspielerin (auch für ihre Darstellung in Ein Schatz zum Verlieben).